# 劉行本
劉行本（?—?）。沛郡（今江苏沛县）人，中国南朝梁到隋朝官员。
劉瓌之子，初任南梁武陵国常侍。552年（西魏废帝元年），南梁宜丰侯蕭循（蕭脩）以梁州投降西魏。劉行本和叔父劉璠也归顺西魏，寓居京兆郡新丰县。北周大冢宰宇文護召他为中外府記室。武帝親政，转任御正中士，兼起居注，累進掌朝下大夫。周宣帝即位，刘行本劝谏宣帝忤旨，外任河内郡太守。
580年（大象二年）、尉迟迥作乱進攻怀州，刘行本率吏民抗敌，以功受位儀同，受爵文安县子。581年（開皇元年），隋朝建立，刘行本被召为諫議大夫，检校治書侍御史。转任黄門侍郎。
数年後，兼任治書侍御史，又任太子左庶子。经常劝諫皇太子楊勇。后来以太子左庶子兼大興县令，在官任上去世。楊勇被废时，隋文帝叹道：「如果劉行本健在，勇儿应该不会落得如此下场。」

## 延伸阅读
[在维基数据编辑]
 《隋書·卷62》，出自魏徵《隋书》